# Apatophysis
Apatophysis — род жуков из семейства жуков-усачей.

## Описание
Глаза крупногранулированы. Перетяжка головы за глазами отсутствует. Переднеспинка со слабыми буграми на диску. Задние тазики у самок широко расставлены и разделены отростком первого брюшного сегмента.